# سپاه امام حسن البرز

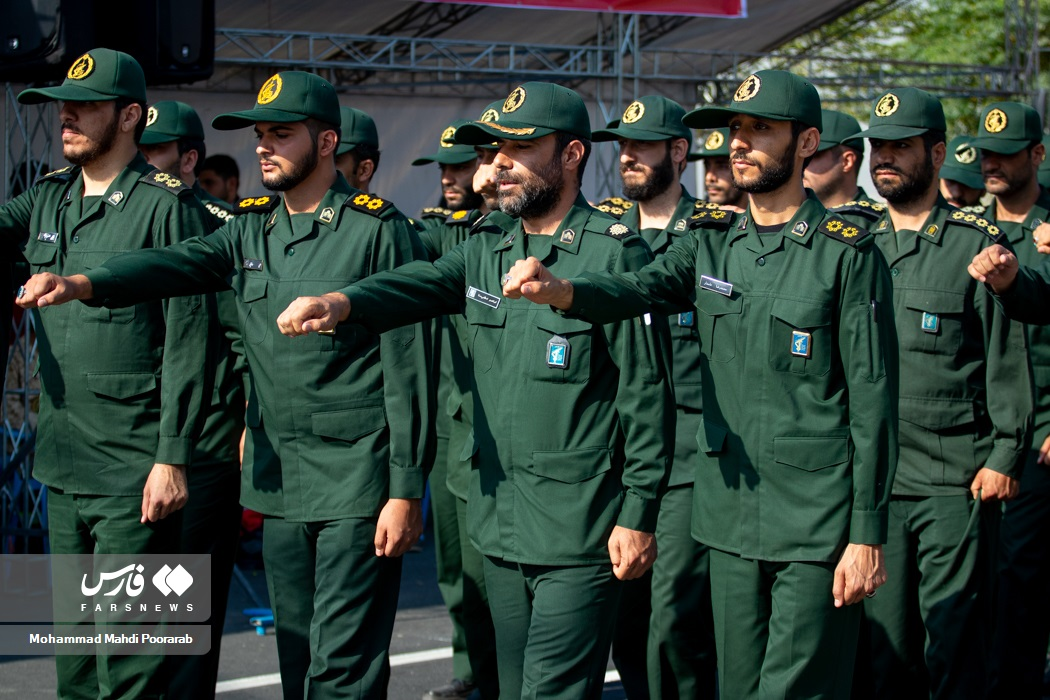
رژه نیروهای سپاه امام حسن البرز به‌مناسبت سالگرد جنگ ایران و عراق در سال ۱۴۰۱، کرج

سپاه امام حسن مجتبی استان البرز یگان نظامی-امنیتی و از سپاه‌های استانی زیرمجموعه سپاه پاسداران انقلاب اسلامی است، که ستاد فرماندهی آن در شهر کرج مستقر می‌باشد و وظیفه فرماندهی و کنترل کلیه یگان‌های سپاه و بسیج مستقر در استان البرز را برعهده دارد.
یگان‌های زیرمجموعه این سپاه، لشکر ۱۰ سیدالشهدا، سپاه کرج (نواحی امام حسین، امام سجاد، امام هادی، امام باقر و جوادالائمه)، سپاه امام زمان طالقان، سپاه امام رضا فردیس، سپاه نظرآباد، سپاه چهارباغ، سپاه علی اکبر اشتهارد و سپاه ساوجبلاغ می‌باشند.
در حال حاضر سرتیپ‌دوم پاسدار علیرضا حیدرنیا فرماندهی سپاه امام حسن البرز را برعهده دارد.

## حمله اسرائیل
روز دوشنبه ۲ تیر ۱۴۰۴ نیروی هوایی اسرائیل، حملات هوایی علیه تعدادی از مؤسسات امنیتی و نظامی جمهوری اسلامی در شهر کرج انجام داد که از جمله مکان‌هایی که به آنها حمله هوایی شد، ستاد فرماندهی سپاه امام حسن البرز بود. در این حادثه شمار ۱۴ نفر از نیروهای سپاه استان کرج شهید شدند، که در میان آنها، یک سرتیپ‌دوم (جانشین فرمانده سپاه استان)، چهار سرهنگ و دو سرهنگ‌دوم حضور داشتند.